# Mgławica Andromedy (film 1967)
Mgławica Andromedy (ros. Туманность Андромеды, Tumannost´ Andromiedy) – radziecki film fantastycznonaukowy z 1967 będący adaptacją powieści Iwana Jefriemowa. 

## Obsada
- Vija Artmane jako Wieda Kong
- Siergiej Stolarow jako Dar Wietier
- Nikołaj Kriukow jako Erg Noor
- Tatjana Wołoszyna jako Niza Krit
- Wladimer Cchwariaszwili jako Mwien Mas
- Aleksandr Gaj jako Pur Hiss
- Roman Chomiatow jako Kim
- Ludmiła Czursina jako Luma Laswi
- Marina Jurasowa jako Ingrida Ditra
- Giennadij Juchtin jako Eon Tal
- Aleksandr Gołoborod´ko jako Rien Boz
- Juzef Mironienko jako Kej Ber
- Tatjana Majorowa jako astronawigatorka
- Alfried Szestopałow jako Gur Gan
- Jurij Gawriluk jako Pel Lin